# Hogna hispanica
Hogna hispanica är en spindelart som först beskrevs av Charles Athanase Walckenaer 1837.  Hogna hispanica ingår i släktet Hogna och familjen vargspindlar.
Artens utbredningsområde är Spanien. Utöver nominatformen finns också underarten H. h. dufouri.